# Brachynauphoeta brunneriana
Brachynauphoeta brunneriana är en kackerlacksart som först beskrevs av Henri Saussure och Leo Zehntner 1895.  Brachynauphoeta brunneriana ingår i släktet Brachynauphoeta och familjen jättekackerlackor. Inga underarter finns listade.